# Podrinje

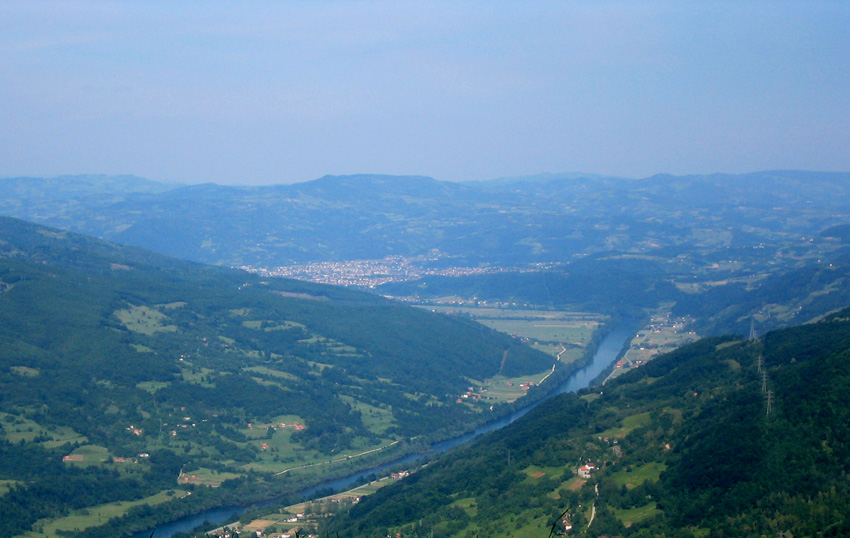
Valea Drinei privind spre Bajina Bašta

Podrinje (în alfabetul chirilic: Подриње) este numele slav al bazinului râului Drina, cunoscut și sub denumirea de Valea Drinei. Se află în Bosnia și Herțegovina și în Serbia.

## Istorie

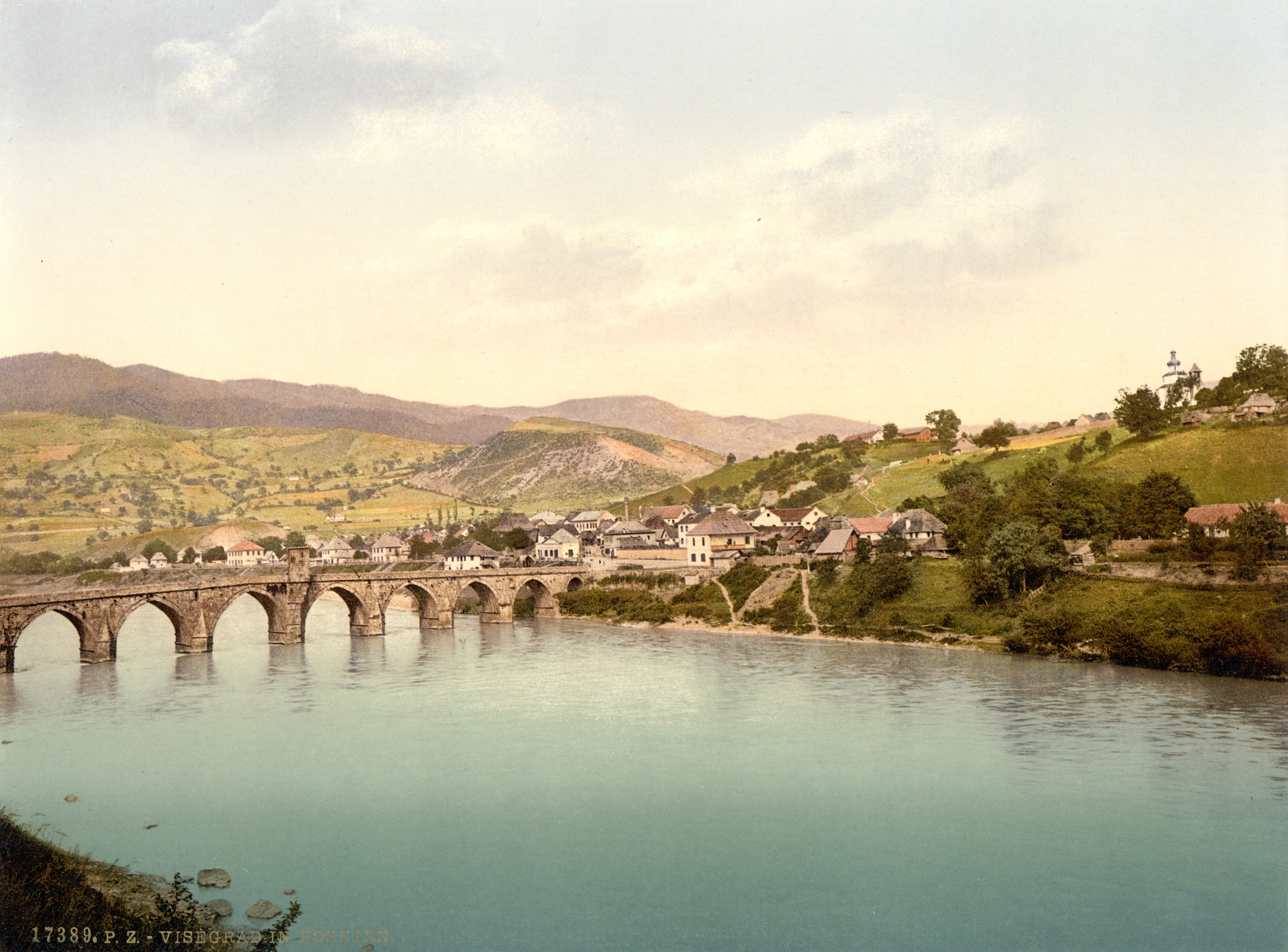
Podul de pe Drina din Višegrad (în jurul anului 1890)

Între anii 1918-1922 districtul Podrinje, cu sediul în Šabac, a fost unul dintre districtele Regatului Sârbilor, Croaților și Slovenilor. Districtul a cuprins partea de nord-vest a Šumadijei și Serbiei de Vest actuale (Šumadija i zapadna Srbija). Între 1922-1929 oblastul Podrinje a existat aproximativ în aceeași zonă, cu sediul în Šabac. În 1929 a fost formată o mare provincie a Regatului Iugoslaviei, cunoscută sub numele de Banovina Drina, cu capitala la Saraievo. Banovina Drina a inclus părți de vest ale Serbiei actuale și părți de est ale actualei Bosnia și Herțegovina. În urma ocupării zonei de către forțele Axei în cel de-al Doilea Război Mondial în 1941, provincia a fost desființată, iar teritoriul acesteia a fost împărțit între statul independent al Croației și zona guvernată de administrația militară din Serbia.
În 1941 partizanii iugoslavi au eliberat cea mai mare parte vestică a teritoriului ocupat de germani. În acest teritoriu a fost proclamată Republica de la Užice (Uzička Republika) cu orașul Užice ca centru al Republicii. Acest mare teritoriu eliberat a fost o insula a libertății în Europa ocupată de naziști. Republica de la Užice a fost de scurtă durată. Trupele germane au ocupat din nou teritoriul, în timp ce majoritatea forțelor partizane au scăpat spre Bosnia. Când a izbucnit războiul din Bosnia în 1992, Valea Drinei a devenit punctul central al unei campanii de curățare etnică întreprinse de către forțele sârbe care a culminat în cele din urmă cu genocidul de la Srebrenica din iulie 1995.
Potrivit Centrului de Cercetare și Documentare de la Sarajevo (RDC/IDC), Podrinje a fost zona din Bosnia care a suferit cel mai mare număr de victime. În 2007 Mirsad Tokaca, directorul RDC/IDC, a afirmat că în Podrinje au avut loc 28.666 de decese dintr-un total de 97.207 înregistrate până în iunie 2007.
Astăzi, unul dintre cantoanele din Bosnia și Herțegovina este cunoscut sub numele de Cantonul Podrinje Bosniac.

## Orașe în Podrinje
Orașe aflate în valea Podrinje (Drinei) din Bosnia și Herțegovina (Republica Srpska și cantonul Podrinje Bosniac-Goražde):
- Srebrenica
- Bratunac
- Foča
- Goražde
- Čajniče
- Višegrad
- Vlasenica
- Rogatica
- Zvornik
- Bijeljina

Orașe din Serbia (districtul Mačva și districtul Zlatibor):
- Bajina Bašta
- Banja Koviljača
- Ljubovija
- Loznica
- Mali Zvornik